# Calytrix purpurea
Calytrix purpurea là một loài thực vật có hoa trong Họ Đào kim nương. Loài này được (F.Muell.) Craven mô tả khoa học đầu tiên năm 1987.